# Filologia cognitiva

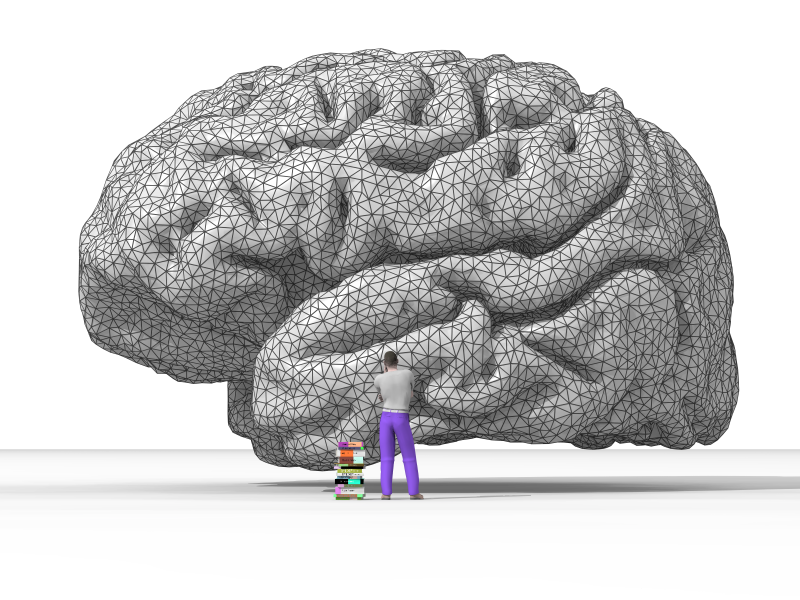
Una rappresentazione del cervello umano

La filologia cognitiva è la scienza che studia i testi scritti e orali, considerandoli come prodotti dei processi mentali umani. Essa quindi mette a confronto i risultati delle ricerche proprie della scienza del testo, con quelli della ricerca sperimentale in campo psicologico e della produzione di sistemi d'intelligenza artificiale.
In particolare questa disciplina
- si occupa delle modalità di trasmissione dei testi scritti e orali e dei processi attraverso cui le conoscenze vengono in essi classificate, avvalendosi in primo luogo della teoria dell'informazione
- studia il modo in cui la narrazione emerge dalla conversazione, con particolare riguardo agli aspetti selettivi che portano all'instaurarsi di regole narrative
- esamina la funzione evolutiva del ritmo e del metro e la pertinenza delle associazioni semantiche nell'elaborazione delle mappe cognitive
- infine, fornisce il fondamento scientifico per la realizzazione di edizioni critiche in formato multimediale.

Fra i fondatori e i cultori di questa materia si annoverano: Paolo Canettieri, Domenico Fiormonte, Anatole Pierre Fuksas e Luca Nobile in Italia; Benoît de Cornulier e François Recanati in Francia; Julián Santano Moreno in Spagna; David Herman e Manfred Jahn in Germania; Gilles Fauconnier, Alan Richardson e Mark Turner negli USA.